# العلاقات الطاجيكستانية المنغولية
العلاقات الطاجيكستانية المنغولية هي العلاقات الثنائية التي تجمع بين طاجيكستان ومنغوليا.

## مقارنة بين البلدين
هذه مقارنة عامة ومرجعية للدولتين:
| وجه المقارنة                                              | طاجيكستان                          | منغوليا         |
| --------------------------------------------------------- | ---------------------------------- | --------------- |
| المساحة (كم2)                                             | 143.10 ألف                         | 1.57 مليون      |
| عدد السكان (نسمة)                                         | 8.92 مليون                         | 3.08 مليون      |
| الكثافة السكانية (ن./كم²)                                 | 62.33                              | 1.96            |
| العاصمة                                                   | دوشنبه                             | أولان باتور     |
| اللغة الرسمية                                             | اللغة الطاجيكية                    | اللغة المنغولية |
| العملة                                                    | ساماني طاجيكي، الروبل الطاجيكستاني | توغروغ منغولي   |
| الناتج المحلي الإجمالي (بليون دولار)                      | 7.15 مليار                         | 11.49 مليار     |
| الناتج المحلي الإجمالي (تعادل القوة الشرائية) بليون دولار | 24.03 مليار                        | 36.16 مليار     |
| الناتج المحلي الإجمالي الاسمي للفرد دولار أمريكي          | 925                                | 3.97 ألف        |
| الناتج المحلي الإجمالي للفرد دولار أمريكي                 | 2.69 ألف                           | 11.95 ألف       |
| مؤشر التنمية البشرية                                      | 0.624                              | 0.727           |
| رمز المكالمات الدولي                                      | +992                               | +976            |
| رمز الإنترنت                                              | .tj                                | .mn             |
| المنطقة الزمنية                                           | ت ع م+05:00                        | ت ع م+08:00     |

## منظمات دولية مشتركة
يشترك البلدان في عضوية مجموعة من المنظمات الدولية، منها:
| علم المنظمة | اسم المنظمة                        | تاريخ انضمام طاجيكستان | تاريخ انضمام منغوليا |
| ----------- | ---------------------------------- | ---------------------- | -------------------- |
|             | مؤسسة التنمية الدولية              | 4 يونيو 1993           | 14 فبراير 1991       |
|             | منظمة الأمن والتعاون في أوروبا     | 30 يناير 1992          | 21 نوفمبر 2012       |
|             | مؤسسة التمويل الدولية              | 2 ديسمبر 1994          | 14 فبراير 1991       |
|             | منظمة حظر الأسلحة الكيميائية       | ?                      | ?                    |
|             | الأمم المتحدة                      | 2 مارس 1992            | 27 أكتوبر 1961       |
|             | الاتحاد الدولي للاتصالات           | 28 أبريل 1994          | 27 أغسطس 1964        |
|             | منظمة الشرطة الجنائية الدولية      | ?                      | ?                    |
|             | البنك الدولي للإنشاء والتعمير      | 4 يونيو 1993           | 14 فبراير 1991       |
|             | الاتحاد البريدي العالمي            | ?                      | ?                    |
|             | وكالة ضمان الاستثمار متعدد الأطراف | 9 ديسمبر 2002          | 21 يناير 1999        |
|             | بنك التنمية الآسيوي                | 1998                   | 1991                 |
|             | يونسكو                             | 6 أبريل 1993           | 1 نوفمبر 1962        |
|             | الفريق المعني برصد الأرض           | ?                      | ?                    |

## وصلات خارجية
- موقع وزارة الخارجية المنغولية